# 拉皮尼瓦
拉皮尼瓦（法語：Lapugnoy，法語發音：[lapyɲwa]）是法国上法蘭西大區加来海峡省的一个市镇，属于贝蒂讷区。

## 地理
拉皮尼瓦（50°30'59"N, 2°32'25"E）面积8.61 平方千米，位于法国上法蘭西大區加来海峡省，该省份为法国北部沿海省份，西北濒北海，南至索姆省，东临北部省。
与拉皮尼瓦接壤的市镇（或旧市镇、城区）包括：绍克、拉伯夫里耶尔、阿卢阿涅、洛赞盖姆、马尔勒莱米讷、布律埃-拉比西耶尔。

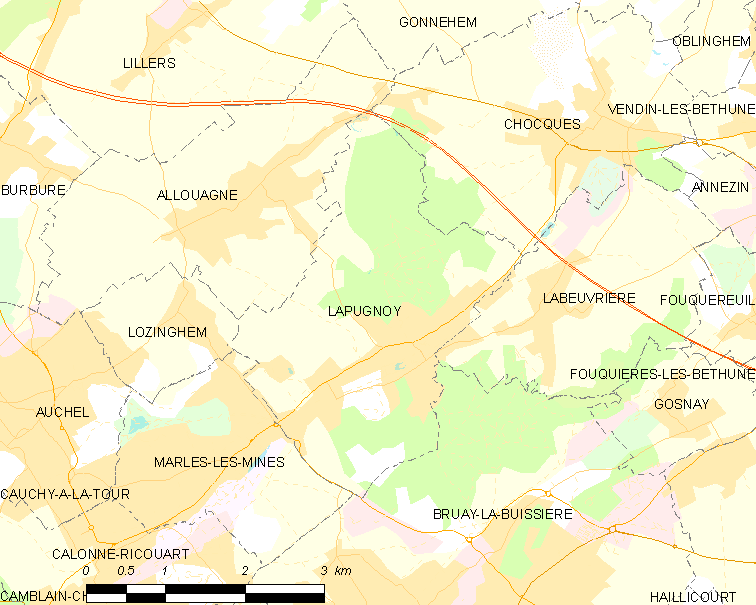
拉皮尼瓦的OSM定位图

拉皮尼瓦的时区为UTC+01:00、UTC+02:00（夏令时）。

## 行政
拉皮尼瓦的邮政编码为62122，INSEE市镇编码为62489。

## 政治
拉皮尼瓦所属的省级选区为贝蒂讷县。

## 人口

1962-2008年间拉皮尼瓦人口变化图示

拉皮尼瓦于2022年1月1日时的人口数量为3500人。